# Chikkakattigenahalli, Chintamani
Chikkakattigenahalli là một làng thuộc tehsil Chintamani, huyện Kolar, bang Karnataka, Ấn Độ.